# Liste des maires de Mauguio
Cet article dresse une liste par ordre de mandat des maires de Mauguio.

## Liste des maires
| Période      | Période        | Identité                | Étiquette    | Qualité |
| ------------ | -------------- | ----------------------- | ------------ | --- |
| 1792         | 1814           | Jean Borie              |              | |
| 1815         | 1829           | Marie Ranchin de Massia |              | |
| 1829         | 1835           | Guibal Duvernet         |              | |
| 1835         | 1838           | Étienne Bouisson        |              | |
| 1838         | 1838           | Guibal Duvernet         |              | |
| 1838         | 1840           | Pierre Vidal            |              | |
| 1840         | 1841           | Pierre Brunel           |              | |
| 1841         | 1845           | Frédéric Babot          |              | |
| 1845         | 1846           | François André Radier   |              | |
| 1846         | 1850           | Auguste Fermaut         |              | |
| 1850         | 1867           | Auguste Desfours        |              | |
| 1867         | 1870           | Guillaume Salles        |              | |
| 1870         | 1875           | Joseph Guiraud          |              | |
| 1875         | 1878           | Jean-Louis Moynier      |              | |
| 1878         | 1886           | Honoré Esteve           |              | |
| 1886         | 1892           | Joseph Guiraud          |              | |
| 1893         | 1900           | Jean Bonnel             |              | |
| 1900         | 1919           | Victor Ayme             |              | |
| 1919         | 1930           | Darius Rey              |              | Conseiller d'arrondissement                                                                                                |
| 1930         | 1941           | Samuel Bassaget         |              | |
| 1941         | 1944           | Marcel Laurent          |              | |
| 1945         | 1968           | Auguste Meynier         | SFIO puis PS | Propriétaire viticulteur et pépiniériste Fonction : Conseiller général de Mauguio                                          |
| 1968         | 1983           | Théophile Luce          | PS           | Inspecteur des PTT Fonction : Conseiller général de Mauguio                                                                |
| 1983         | 1989           | Claude Costes           | DVD          | Fonction : Conseiller général de Mauguio                                                                                   |
| 1989         | 2001           | Michel Bacala           | PS           | Fonction : Conseiller général de Mauguio                                                                                   |
| 2001         | septembre 2006 | Yvon Pradeille,         | DVG          | Mécanographe dans l'entreprise Bull Fonction : Conseiller général de Mauguio Décoration : Chevalier de la Légion d'honneur |
| octobre 2006 | En cours       | Yvon Bourrel,           | DVG          | Enseignant, puis retraité de l'enseignement Fonction : Conseiller général de Mauguio                                       |